# Нік Бостром
Нік Бо́стром (Ніклас Бострем, англ. Nick Bostrom, швед. Niklas Boström; нар. 10 березня 1973) — шведський філософ в Оксфордському університеті, відомий своєю роботою на тему глобальних ризиків і антропного принципу. Має докторський ступінь в Лондонській школі економіки (2000). Засновник і директор Інституту майбутнього людства при Оксфордському університеті.

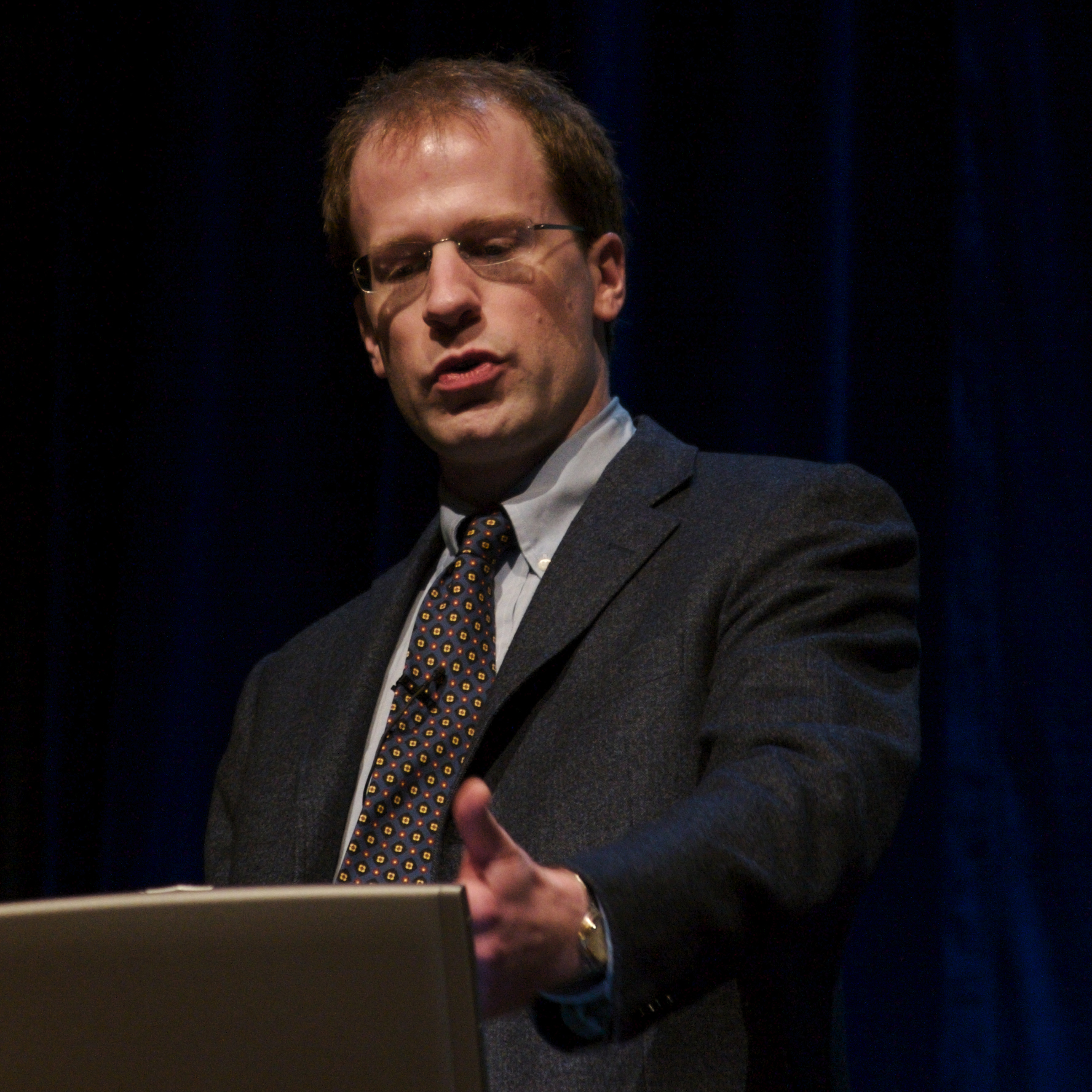
Нік Бостром, 2006

На додаток до академічних і популярних видань, Бостром часто з'являється в медіа, де він говорить про пов'язані з трансгуманізмом теми:
- клонування,
- штучний інтелект,
- суперінтелект,
- завантаження свідомості,
- кріоніку,
- нанотехнології
- симуляцію реальності.

## Видання
- Бостром, Нік (2020). Суперінтелект. Стратегії і небезпеки розвитку розумних машин. Київ: Наш формат. ISBN 978-617-7866-31-1.